# U Cabanin
U Cabanin è un formaggio che viene prodotto da aziende ricadenti nel territorio della provincia di Genova, che allevano vacche cabannine e trasformano il loro latte. Per ottenere tale marchio è necessaria l'adesione al disciplinare di produzione depositato presso la CCIAA di Genova e di proprietà dell'Associazione Provinciale Allevatori di Genova.

## Metodo di produzione
Il latte crudo, preventivamente filtrato, viene versato in una caldaia e riscaldato fino a 38 °C.
Viene addizionato caglio liquido o in pasta.
Il latte viene lasciato a coagulare per 1 - 1,5 ore ad una temperatura compresa tra i 35 e i 38 °C.
Di seguito si effettua la rottura della cagliata. Dopo una fase di riposo si ha quindi l'estrazione e formatura. Successivamente avviene la pressatura ed il rivoltamento della forma nello stampo .
Il giorno successivo si estrae il formaggio dallo stampo e si provvede alla salatura a secco. Per riconoscere l'autenticità del prodotto si appone su una delle facce il tipico bollino in caseina con l'identificazione del lotto.
Il formaggio viene, quindi, sottoposto a maturazione in appositi locali per 40 – 70 giorni.
Durante la maturazione può essere praticato un tradizionale trattamento in superficie con olio di oliva.
Al termine della fase di maturazione il prodotto può essere immediatamente commercializzato oppure può essere ulteriormente stagionato.